# Rodrigo Nascimento
Pour les articles homonymes, voir Nascimento.
Ne doit pas être confondu avec Rodrigo do Nascimento.
Rodrigo Nascimento (né le 23 juin 1985 à Passo Fundo) est un coureur cycliste brésilien, membre de l'équipe Avaí-FME Florianopolis-APGF.

## Palmarès
- 2008
  - 3e du championnat du Brésil du contre-la-montre
- 2009
  -  Champion du Brésil du contre-la-montre
- 2012
  - Volta de Pernambuco :
    - Classement général
    - 2e étape

  - Volta de Goiás
- 2013
  -  Champion du Brésil sur route
  - 3e du championnat du Brésil du contre-la-montre
- 2014
  - 2e du championnat du Brésil du contre-la-montre
- 2015
  - Volta de Goiás
  - 2e du Tour du Paraná
  - 3e du championnat du Brésil du contre-la-montre
- 2016
  -  Champion du Brésil du contre-la-montre
  - 100 km de Brasília
- 2017
  - Desafio de Salvador
  - 2e du championnat du Brésil sur route
- 2018
  -  Champion du Brésil sur route
- 2019
  - 3e du championnat du Brésil du contre-la-montre
- 2022
  - 4e étape des 500 Millas del Norte
  - 3e des 500 Millas del Norte
- 2023
  - 3e des 500 Millas del Norte

## Classements mondiaux
| Année            | 2009 | 2010 | 2011 | 2012 | 2013 | 2014 | 2015 | 2016 | 2017 | 2018 |
| ---------------- | ---- | ---- | ---- | ---- | ---- | ---- | ---- | ---- | ---- | ---- |
| UCI America Tour | 232e |      |      |      | 52e  | 158e | 79e  | 153e |      | 22e  |